# François Henri de la Motte
François Henri de la Motte est un citoyen français, ancien officier de l’armée française, exécuté à Londres pour haute trahison le 27 juillet 1781.
Arrêté en janvier 1781, suspecté d’espionnage et emprisonné pour six mois à la Tour de Londres, jugé au Tribunal pénal central d’Old Bailey, il fut reconnu coupable d’avoir espionné la flotte britannique pour le compte de la France, qui avait apporté son soutien aux insurgés américains.
Ces rapports d’espionnage concernaient surtout la disposition de la flotte britannique de Portsmouth et d’autres ports britanniques. En juillet 1781, la Guerre d'indépendance américaine n’était pas encore terminée (bien qu’elle dût l’être quelques mois plus tard) et les marines de la Grande-Bretagne et de la France étaient encore à s’affronter non seulement dans l’Atlantique Nord, mais aussi loin que l’océan Indien. 
Ce qui scella le sort de La Motte fut le témoignage accablant d’un ancien complice, Henry Lutterloh, qui était le principal témoin à charge. Après avoir été reconnu coupable par le jury, la sentence prononcée - terrible - fut que le prisonnier serait pendu, traîné sur une claie et écartelé. De fait, on épargna à La Motte quelques-uns des raffinements les plus affreux : après être resté pendu près d’une heure, il fut décroché et son cœur arraché et brûlé, mais il ne fut pas mis en pièces ni soumis à des raffinements de cruauté.

## De la Motte  dans la littérature britannique
La vie et l’exécution de La Motte furent source d’inspiration pour de nombreux auteurs, notamment Charles Dickens : le procès de Charles Darnay dans Le Conte de deux cités (1859) est très proche de celui de La Motte.
La Motte et son complice Henry Lutterloh sont aussi des personnages principaux du roman inachevé de Thackeray Denis Duval (1864).